# Peter Jacques
Peter Jacques (Huddersfield, 29 maart 1973) is een Engelse dartsspeler die uitkomt voor de PDC. Hij haalde zijn tourkaart voor 2020/2021 door op de UK Q-School van 2020 als derde op de Q-School Order of Merit te eindigen.

## Carrière
Peter Jacques had ook in 2018/2019 een tourkaart. Eerder, in 2017, won hij twee PDC Challenge Tour evenementen door in beide finales Wayne Jones te verslaan. 
In 2023 versloeg Jacques onder meer Leighton Bennett, Liam Maendl-Lawrance en Tavis Dudeney onderweg naar de finale van de WDF British Open. In die finale verloor Jacques met 2-5 van Luke Littler.

## Resultaten op Wereldkampioenschappen

### PDC
- 2018: Laatste 64 (verloren van Kyle Anderson met 1-3)